# Правительство Шольца
Правительство Шольца (нем. Kabinett Scholz) —  федеральное правительство ФРГ во главе с Олафом Шольцем. Было приведено к присяге 8 декабря 2021 года. Сложило полномочия  6 мая 2025 года.

## Состав кабинета
В состав кабинета входят канцлер Шольц и 16 федеральных министров.
7 ноября 2024 года Свободная демократическая партия вышла из правительственной коалиции в ходе начавшегося политического кризиса, что означало выход из правительства министров от СвДП.
- Олаф Шольц (СДПГ) — канцлер
- Вольфганг Шмидт (СДПГ) — министр по особым поручениям и глава канцелярии
- Роберт Хабек (Зелёные) — заместитель канцлера и министр экономики и изменения климата
- Кристиан Линднер (СвДП), до 6.11.2024; Йорг Кукис (СДПГ), с 7.11.2024 — министр финансов
- Анналена Бербок (Зелёные) — министр иностранных дел
- Нэнси Фезер (СДПГ) — министр внутренних дел и родины
- Клара Гейвиц (СДПГ) — министр жилья, городского развития и строительства
- Марко Бушман (СвДП), до 7.11.2024; Фолькер Виссинг (независимый), с 7.11.2024 — министр юстиции
- Хубертус Хайль (СДПГ) — министр труда и социальных вопросов
- Джем Оздемир (Зелёные) — министр продовольствия и сельского хозяйства
- Кристина Ламбрехт (СДПГ), до 16.01.2023; Борис Писториус (СДПГ), с 17.01.2023 — министр обороны
- Анне Шпигель (Зелёные), до 25.04.2022; Лиза Паус (Зелёные), с 25.04.2022 — министр по делам семьи, пожилых граждан, женщин и молодёжи
- Карл Лаутербах (СДПГ) — министр здравоохранения
- Фолькер Виссинг (СвДП, с 7.11.2024 — независимый) — министр транспорта и цифровой инфраструктуры
- Штеффи Лемке (Зелёные) — министр окружающей среды, охраны природы, ядерной безопасности и защиты потребителей
- Беттина Штарк-Ватцингер (СвДП); Джем Оздемир (Зелёные), и. о. с 7.11.2024 — министр образования и научных исследований
- Свенья Шульце (СДПГ) — министр экономического сотрудничества и развития

## Позиция
Канцлер ФРГ Олаф Шольц во время выступления в бундестаге по ситуации на Ближнем Востоке заявил: «На данный момент у Германии есть только одно место: место рядом с Израилем». Он также заявил, что отсутствие ясной реакции властей Палестины на атаку движения ХАМАС на израильскую территорию является постыдным и сообщил, что Германия перепроверит свое сотрудничество с палестинской стороной. Также он заявил, что власти Германии запретят на её территории выступления в поддержку ХАМАС, а также пропалестинского объединения «Самидун».

## Критика
Издание Deutsche Welle, оценивая выборы в ландтаги в Баварии, где СДПГ не набрала 10 %, «зеленые» получили 14,4 %, а либералы по итогам покинули местный парламент и Гессена, в которых СДПГ показала худший результат в истории — 15,1 %, зеленые — 14,8 %, либералы же едва перешагнули 5 %, заявило, что избиратели в этих регионах голосовали в основном против правительства канцлера Олафа Шольца, а не за действующую в этих землях власть. В выборной повестке доминировали общефедеральные темы. Главная из них приток —нелегальных мигрантов из стран третьего мира, которые дополняют примерно миллион беженцев из Украины. Генсек СДПГ Кевин Кюнерт отметил, что после проигрыша «светофорной коалиции» все ее члены должны понять сигналы, которые несут результаты голосования.
В феврале 2024 года глава созданного альянса BSW Сара Вагенкнехт раскритиковала политику «светофорной коалиции» по отношению к России, назвав правительство Шольца не только самым глупым, но и самым опасным правительством Европы. По её мнению, войну на Украине можно было завершить путем переговоров, а не поставками оружия. Армия, которая не смогла взять Киев, не завоюет Берлин, а вот пережить войну с ядерной державой невозможно, — заявила политик. Другим объектом критики Вагенкнехт стала энергетическая политика ФРГ. Глава BSW потребовала, чтобы Германия вернулась к закупкам дешёвого российского газа, несмотря то, что РФ является «неприятным поставщиком».
6 ноября 2024 года канцлер Германии Олаф Шольц заявил об отставке министра финансов Кристиана Линднера – главы Свободной демократической партии – и о намерении в середине января поставить на обсуждение в бундестаге вопрос о доверии к канцлеру. Это свидетельствовало о распаде коалиционного правительства ФРГ, состоящего из представителей трёх партий.

## Роспуск Бундестага и отставка кабинета
16 декабря 2024 года вотум недоверия в парламенте.
27 декабря Президент Германии Франк-Вальтер Штайнмайер по просьбе канцлера Олафа Шольца распутил 20-й состав Бундестага и назначил досрочные парламентские выборы на 23 февраля 2025 года.
25 марта 2025 года президент Германии принял отставку кабинета Шольца и в соответствии с Основным законом ФРГ, бывший кабмин продолжил исполнять свои обязанности до формирования нового правительства.